# Karapaí
Karapaí es un municipio del departamento de Amambay, ubicado en el kilómetro 166 de la ruta PY11, a unos 334 km de Asunción.

## Historia
Es el quinto distrito del Departamento de Amambay, fue creado por  la Ley N.º 5.085/2013, el 22 de octubre del 2013. Anteriormente dependía del municipio de Capitán Bado.
En el 2015 la Municipalidad de Karapaí, eligió por primera vez sus autoridades nacionales para el periodo de gobierno 2015-2021. Teniendo como ediles comunales a nueve miembros. 6 de la ANR Y 3 del PLRA. Por ser un nuevo municipio, tiene la cuarta categoría de Municipio del Paraguay.

## Transporte
Se accede al municipio por medio de la Ruta PY11 "Juana Maria de Lara" en el empalme con la Ruta PY03 «Elizardo Aquino» En Santa Rosa del Aguaray. 
Cuenta con buses de transporte diarios, ya que se encuentra en el camino entre la capital del país y Capitán Bado (frontera con Brasil). 